# Ера (новине)
Ера је био грађански опозициони лист за озбиљну шалу и киселу збиљу. У заробљеничком логору код Салцбурга 1918, заробљени капетан Андреј Лојаница издао је на шапирографу 20 бројева Ере.
За време излажења у Ужицу и Београду од априла 1919. од 28. јуна 1929, Ера је више пута мењао власнике и уреднике и често бивао привремено или стално забрањиван.